# 7660 Alexanderwilson
7660 Alexanderwilson eller 1993 VM1 är en asteroid i huvudbältet som upptäcktes den 5 november 1993 av den australiensiske astronomen Robert H. McNaught vid Siding Spring-observatoriet. Den är uppkallad efter Alexander Wilson.
Asteroiden har en diameter på ungefär 3 kilometer och den tillhör asteroidgruppen Hungaria.